# Ola Kamara
Pour les articles homonymes, voir Kamara.
Ola Kamara, né le 15 octobre 1989 à Oslo en Norvège, est un footballeur international norvégien d'origine sierra-léonaise évoluant au poste d'attaquant au BK Häcken.

## Biographie

### Jeunesse
Kamara est né et a grandi à Oslo. Quand Kamara est âgé d'un an, ses parents choisissent de demander de l'aide pour l'élever et Ola passe alors ses week-ends, ses vacances et ses anniversaires avec une famille d'accueil. Il joue pour Frigg pendant sa jeunesse et fait ses débuts pour l'équipe première en deuxième division à l'âge de quinze ans. Kamara rejoint Stabæk à l'âge de seize ans et devient rapidement partie intégrante de l'équipe de jeunes de Stabæk. Il inscrit un but durant une rencontre et remporte la finale contre Viking quand Stabæk soulève la Coupe de Norvège de la jeunesse en 2008. 

### Débuts en Norvège

#### Stabæk
Kamara fait ses débuts pour Stabæk en Tippeligaen à l'âge de seize ans, quand il remplace Somen Tchoyi contre Lillestrøm le 1er octobre 2006 (2-2). La saison suivante, il rejoint la deuxième division à l'Hønefoss BK sur un prêt à court terme, en remplacement de Lars Lafton et Kenneth Di Vita Jensen, blessés. Kamara joue trois rencontres pour Stabæk en 2008, saison où son équipe remporte la Tippeligaen. À l'issue de la saison 2008, Stabæk ne désire pas renouveler son contrat en raison d'une concurrence trop élevée à son poste avec notamment Daniel Nannskog et Veigar Páll Gunnarsson, il demande alors à quitter le club. Après avoir échoué des essais avec la Reggina en Italie et Sandefjord, Kamara se voit proposé une offre en troisième division par le Bærum mais il signe finalement un contrat de deux ans avec le club de Tippeligaen de Strømsgodset en fin de fenêtre des transferts.

#### Strømsgodset
Kamara est la plupart du temps le remplaçant de Marcus Pedersen à sa première saison avec Strømsgodset. Mais lorsque Pedersen rejoint le Vitesse Arnhem aux Pays-Bas en août 2010, Kamara obtient un temps de jeu plus régulier et évolue aux côtés de Jo Inge Berget. Kamara marque alors sept fois en vingt-cinq rencontres durant la saison 2010 et devient le meilleur buteur de Strømsgodset (soit autant que Pedersen). Ola Kamara inscrit également un but lors de la demi-finale et un autre lors de la finale quand Strømsgodset remporte la Coupe de Norvège en 2010. Kamara signe ensuite un nouveau contrat de deux ans avec Strømsgodset en décembre 2010, celui-ci courant alors jusqu'à la fin de la saison 2012. 
Kamara enchaîne les bonnes performances et marque des buts dès le début de la saison 2011, terminant finalement meilleur buteur de Strømsgodset en 2011, avec dix réalisations. Strømsgodset recrute Péter Kovács et Adama Diomande avant la saison 2012 et Ola Kamara voit alors son temps de jeu diminuer même s'il continue à évolue sur l'aile gauche au cours de la saison. À la peine durant la première moitié de la saison, il a inscrit trois buts contre Rosenborg le 24 juin 2012 (3-3). Il réalise la même performance une semaine plus tard contre Hønefoss (victoire 5-0). Contre Fredrikstad le 27 juillet 2012 il inscrit un but et délivre trois passes décisives. Il marque aussi le but contre Rosenborg, le 5 novembre 2012, qui élimine l'adversaire du jour dans la course au titre. À la fin de la saison, Strømsgodset termine à la deuxième place derrière Molde.
Le contrat de Kamara avec Strømsgodset expire alors après la saison 2012.

### Expériences à l'étranger peu concluantes, retours réussis en Norvège

#### 1860 Munich
Le 20 janvier 2013, Kamara signe pour le SV Ried, mais est immédiatement prêté au TSV 1860 Munich sur un contrat de six mois jusqu'à la fin de la saison 2012-2013 avec une option pour prolonger l'entente de deux ans. Kamara fait ses débuts comme titulaire pour le 1860 Munich en 2. Bundesliga contre le FC Kaiserslautern le 4 février 2013 (défaite 1-0). Kamara n'a joué que dix matchs au total.

#### Retour à Strømsgodset
À la fin de la saison de la 2. Bundesliga, il est prêté à son ancien club de Strømsgodset,. 
Kamara termine la saison 2013 champion de Norvège avec le Strømsgodset. Au terme de cette saison, il se classe troisième meilleur buteur de Tippeligaen avec douze buts en quatorze rencontres jouées. 

#### Austria Vienne
Le 27 janvier 2014, Kamara signe en faveur de l'Austria Vienne pour un contrat d'un an et demi jusqu'à la fin de la saison 2014-2015 avec une option pour prolonger l'entente de deux ans,.
Kamara fait ses débuts pour l'Austria en Bundesliga contre le Rapid Vienne le 9 février 2014. Il entre à la 78e minute à la place de Philipp Hosiner (défaite 3-1).

#### Bref retour en Norvège
Le 28 janvier 2015, la formation de Molde FK obtient Ola Kamara en prêt pour la saison 2015 avec une option d'achat à l'issue de celle-ci.

### Nouvelles expériences et réussite en MLS

#### Crew de Columbus
L'international norvégien poursuit sa carrière en Amérique du Nord lorsqu'il rejoint le Crew de Columbus en Major League Soccer le 4 février 2016. Initialement recruté comme la doublure de Kei Kamara, co-meilleur buteur de la ligue en 2015, il obtient le statut de titulaire quand son homonyme est envoyé au Revolution de la Nouvelle-Angleterre après un conflit avec un de ses partenaires au cours d'une rencontre. Sa première saison est alors couronnée de succès d'un point de vue personnel car il s'impose comme une réelle menace en MLS avec seize buts inscrits en 2016 puis dix-huit la saison suivante. Néanmoins, et alors que sa franchise subit des menaces de déménagement à Austin, il ne remporte aucun trophée. Finalement, son aventure à Columbus prend fin en janvier 2018 quand il demande à être échangé, tout comme son partenaire Justin Meram.

#### LA Galaxy
Son souhait est alors exaucé le 20 janvier 2018 lorsqu'il est envoyé au Galaxy de Los Angeles contre Gyasi Zardes et un montant d'allocation monétaire pouvant atteindre 500 000 dollars.

### Tentative en Chine au Shenzhen FC
Le 28 février 2019, il s'engage avec le Shenzhen Football Club, tout juste promu en Chinese Super League. Le montant de la transaction s'élève à 3,08 millions d'euros. Son salaire serait de trois millions de dollars net par an.

### Retour en MLS
En manque de temps de jeu en Chine, il revient en Major League Soccer lors de la dernière journée du marché estival, le 7 août 2019, en rejoignant le D.C. United. Le 14 novembre 2022, D.C. United annonce que son contrat n'est pas renouvelé.

### Équipe nationale
Ola Kamara est convoqué pour la première fois par le sélectionneur national Per-Mathias Høgmo pour un match des éliminatoires de la Coupe du monde 2014 face à la Slovénie le 11 octobre 2013. Il entre à la 61e minute à la place de Daniel Braaten (défaite 3-0). Le 15 janvier 2014, il marque son premier but en équipe de Norvège lors d'un match amical face à la Moldavie (victoire 2-1).
Le 23 mars 2018, lors d'un match amical à domicile face à l'Australie, il inscrit son premier triplé en sélection nationale, pour un score final de 4 buts à 1. 
Le 19 novembre 2018, il inscrit un doublé lors d'un match comptant pour la ligue C de la Ligue des nations 2018-2019, contre Chypre. 
Il compte dix-sept sélections et sept buts avec l'équipe de Norvège depuis 2013.

## Vie privée
Le mars 2018, Kamara a obtenu la carte verte, qui lui permet d'être qualifié comme joueur américain en MLS.

## Palmarès
Stabæk Fotball
- Champion de Norvège en 2008.

 Strømsgodset IF
- Champion de Norvège en 2013
- Vainqueur de la Coupe de Norvège en 2010.

## Statistiques

### Statistiques en club
0

### Buts en sélection
Le tableau suivant liste tous les buts inscrits par Ola Kamara avec l'équipe de Norvège.
| Buts internationaux d'Ola Kamara | Buts internationaux d'Ola Kamara | Buts internationaux d'Ola Kamara                         | Buts internationaux d'Ola Kamara | Buts internationaux d'Ola Kamara | Buts internationaux d'Ola Kamara | Buts internationaux d'Ola Kamara        | Buts internationaux d'Ola Kamara |
|                                  | Date                             | Lieu                                                     | Adversaire                       | Score                            | Résultat                         | Compétition                             |                                  |
| -------------------------------- | -------------------------------- | -------------------------------------------------------- | -------------------------------- | -------------------------------- | -------------------------------- | --------------------------------------- | -------------------------------- |
| 1.                               | 15 janvier 2014                  | Stade Mohammed-Bin-Zayed, Abu Dhabi, Émirats arabes unis | Moldavie                         | 1-1                              | 2-1                              | Match amical                            |                                  |
| 2.                               | 23 mars 2018                     | Ullevaal Stadion, Oslo, Norvège                          | Australie                        | 1-1                              | 4-1                              | Match amical                            |                                  |
| 3.                               | 23 mars 2018                     | Ullevaal Stadion, Oslo, Norvège                          | Australie                        | 3-1                              | 4-1                              | Match amical                            |                                  |
| 4.                               | 23 mars 2018                     | Ullevaal Stadion, Oslo, Norvège                          | Australie                        | 4-1                              | 4-1                              | Match amical                            |                                  |
| 5.                               | 19 novembre 2018                 | GSP Stadium, Nicosie, Chypre                             | Chypre                           | 1-0                              | 2-0                              | Ligue des nations de l'UEFA 2018-2019   |                                  |
| 6.                               | 19 novembre 2018                 | GSP Stadium, Nicosie, Chypre                             | Chypre                           | 2-0                              | 2-0                              | Ligue des nations de l'UEFA 2018-2019   |                                  |
| 7.                               | 26 mars 2019                     | Ullevaal Stadion, Oslo, Norvège                          | Suède                            | 3-3                              | 3-3                              | Éliminatoires Championnat d'Europe 2020 |                                  |